# Chi Ho Han
Chi Ho Han (* 19. Januar 1992 in Seoul) ist ein koreanischer Pianist.
Chi Ho Han begann seine Ausbildung in Korea bei Jiae Kim und Kyung Seun Pee. Ab 2008 studierte er an der  Folkwang Hochschule Essen bei Arnulf von Arnim und ab 2012 bei Arie Vardi an der Hochschule für Musik, Theater und Medien Hannover. Er spielte unter anderem mit dem Radio-Symphonieorchester Wien, dem Symphonieorchester des Bayerischen Rundfunks und trat bei Festivals wie dem Klavierfestival Ruhr und dem Kissinger Sommer auf.

## Auszeichnungen
- 2009: Internationaler Beethoven Klavierwettbewerb in Wien – 3. Preis
- 2011: International Telekom Beethoven Competition Bonn – 2. Preis und Publikumspreis
- 2011: Internationaler Schubert Wettbewerb Dortmund – 2. Preis
- 2012: Concours Géza Anda in Zürich – Geza-Anda-Förderpreis
- 2013: Kissinger Klavierolymp – 1. Preis und Publikumspreis
- 2014: Gina Bachauer International Artists Piano Competition Salt Lake City – 2. Preis
- 2014: Internationaler Musikwettbewerb der ARD – 2. Preis (1. Preis nicht besetzt), Publikumspreis und Sonderpreis für die beste Interpretation der Auftragskomposition
- 2016: Concours Reine Elisabeth – 4.  Preis[3]